# Jesús Rodríguez Picó
Jesús Rodríguez Picó (Barcelona, 12 de juliol de 1953) és un clarinetista, compositor i pedagog català, germà del meteoròleg Alfred Rodríguez Picó.

## Biografia
Va fer la seva formació com a músic al Conservatori Superior de Música del Liceu de Barcelona, ampliant posteriorment els estudis de clarinet a França.
Paral·lelament a la seva activitat de compositor, ha exercit la pedagogia musical com a professor de clarinet i música de cambra a diferents escoles de música i al Conservatori Professional de Música de Badalona. L'any 1987 va elaborar el projecte de l'emissora de música Catalunya Música, de la qual va ser cap de programes fins a desembre de 1990.

## Composicions
Va iniciar el seu catàleg de composicions l'any 1976. Entre les seves primeres composicions es troben Polisonia 1 i 2, Zeux, Apsû; també incorpora característiques que provenen del teatre musical com en Autour de la Lune (estrenada a Perpinyà l'any 1977 pel pianista Jean-Pierre Dupuy).
L'any 1979 va compondre la primera de les nombroses obres per a orquestra, La ciutat i les estrelles, un concertino per a orquestra i piano, estrenada l'any següent, el 12 d'abril, pel pianista Josep Maria Escribano amb l'Orquestra Ciutat de Barcelona, dirigida per Joan Lluís Moraleda, al Palau de la Música de Barcelona.
Algunes de les seves obres són producte d'encàrrecs, com ara el Concert núm. 1 per a clarinet i orquestra o la Simfonia Americana (encàrrec de l'Orquesta Nacional de España). De les obres per a orquestra destaquen el Concert núm 2 per a clarinet i orquestra, Cadmos et Harmonie per a guitarra i cordes, El lleó Afamat, Pluja Interior per a narrador i orquestra, Simfonia Anàbasi o Danses d’Ibèria (obra encàrrec de l'Orquestra Simfònica de Barcelona i Nacional de Catalunya).
Un cop acabat el període d'activitat a Catalunya Música, l'any 1990, va tornar a l'activitat pedagògica, afegint al catàleg nombroses obres concebudes per ser interpretades per estudiants de música, destaquen els diversos Fragments d'estiu, les cantates El partit del segle (DINSIC publicacions musicals) i Dissabte matí (Clivis edicions).

## Llibres
És autor del llibre Xavier Benguerel: Obra y estilo.